# Церква Пресвятої Трійці (Ільці)
Церква Пресвятої Трійці — дерев'яна церква в селі Ільці Верховинської селищної громади, яка належить до Верховинського благочиння Коломийської єпархії Православної церкви України. Пам'ятки архітектури місцевого значення.

## Історія
Перша невелика дерев'яна церква Святої Трійці з дзвіницею над бабинцем збудована в 1736 році коштом Іля Костишиного, місцевого мешканця. У 1791 році її замінила нова дерев'яна церква з дерева, збудована коштом домінії. При ній у 1864 році звели нову дзвіницю. А у 1881 році сучасну дерев'яну однобанну церкву гуцульського типу звів майстер Тома Стефурак. У 1884—1900 роках іконостас намалював Ярослав Пстрак, а розписи виконав Йосиф Сороковський.
Освячена новозбудована церква була в 1900 році. У 1928 році дахи і баню вкрили бляхою, а у 1971 році бляху помалювали. Наступне перекриття і малювання бляхи провели у 1992 році.
На стіні церкви встановлена пам'ятна дошка греко-католицькому священнику та гуцульському етнографу Софрону Витвицькому — пароху в Ільцях (1854—1879).
На південь від церкви збереглася дерев'яна двоярусна дзвіниця, над входом до якої великими цифрами намальовано дату «1864» — рік будівництва дзвіниці.